# Creobroter gemmatus
Creobroter gemmatus är en bönsyrseart som beskrevs av Henri Saussure 1869. Creobroter gemmatus ingår i släktet Creobroter och familjen Hymenopodidae. Inga underarter finns listade i Catalogue of Life.

## Bildgalleri

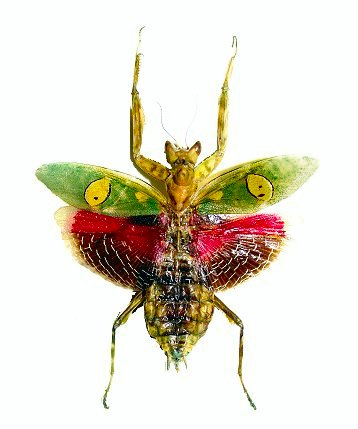